# Дифаа
«Дифаа» (араб. الدفاع الجديدي‎) — марокканский футбольный клуб из города Эль-Джадида. Выступает в Чемпионате Марокко (Ботола). Образован в 1956 году в результате слияния команд Difaâ d'Essafa и Hassania de la Médina. Домашние матчи проводит на стадионе «Эль Абди», вмещающем 10 000 зрителей. Трижды поднимался на второе место чемпионата Марокко, в 2013 году стал обладателем кубка страны.

## Достижения
- Чемпионат Марокко: 0

Второе место : 1975/76, 2008/09, 2016/17
- Кубок Марокко: 1

Победитель: 2013

## Международные выступления
- Лига чемпионов КАФ: 1

2010 — Первый раунд
- Кубок обладателей кубков КАФ: 1

1986 — Четверть-финалист

## Спортивная экипировка
- Умбро